# Gen (biologie)
Genul, în biologie, este o treaptă de clasificare (categorie) taxonomică, superioară subgenului și inferioară subfamiliei, ce cuprinde mai multe specii, care au caracteristici esențiale comune. Numele genului se scrie întotdeauna cu literă mare. Exemplu: genul Nymphaea, care cuprinde specii de nufăr. Această metodă de scriere este stabilită de nomenclatura binară.
De exemplu, Panthera leo (leu) și Panthera onca (jaguar) sunt două specii din genul Panthera. Panthera este un gen de mamifere carnivore din familia Felidae.
Compoziția unui gen este determinată de taxonomiști. Standardele pentru clasificarea genurilor nu sunt strict codificate, astfel încât diferite autorități produc adesea clasificări diferite pentru genuri. Cu toate acestea, există unele practici generale utilizate inclusiv ideea că un gen nou definit ar trebui să îndeplinească aceste trei criterii pentru a fi util descriptiv:
1. monofilie⁠(d) – toți descendenții unui taxon strămoșesc sunt grupați împreună (adică analiza filogenetică ar trebui să demonstreze în mod clar atât monofizic, cât și validitatea ca o linie separată).
2. compactitate rezonabilă - un gen nu ar trebui să fie extins inutil.
3. distincție – în ceea ce privește criteriile relevante din punct de vedere evolutiv, respectiv ecologie,  morfologie, sau biogeografie; Secvențele ADN sunt mai degrabă o 'consecință decât o condiție a unor descendențe evolutive divergente, cu excepția cazurilor în care acestea inhibă fluxul genetic (de exemplu barierele postzigotice⁠(<span title="bariera postigotică|barierele postzigotice la Wikidata">d)).

## Istorie
Noțiunea de gen a fost folosită prima dată de Carl Linné.

## Etimologie
Termenul „gen” provine din latină („origine, tip, grup, rasă, familie”). Linnaeus a popularizat utilizarea sa în 1753 [[[Specii Plantarum]], dar botanistul francez Joseph Pitton de Tournefort (1656-1708) este considerat fondatorul conceptului modern de genuri”.

## Legături externe
- en  The Plant List — all genera, theplantlist.org